# Clusia lunanthera
Clusia lunanthera är en tvåhjärtbladig växtart som beskrevs av Bassett Maguire. Clusia lunanthera ingår i släktet Clusia och familjen Clusiaceae. Inga underarter finns listade i Catalogue of Life.